# Pont de Cordon
Le pont de Cordon est un pont routier traversant le Rhône et reliant les communes de Brégnier-Cordon (Ain) et d'Aoste (Isère).
Il porte le nom d'un premier pont suspendu détruit lors de la Seconde Guerre mondiale

## Premier pont suspendu (1840-1940)
Si un bac permet la traversée du Rhône sur la commune de Cordon, c'est en 1835 que naît un projet d'établissement de pont suspendu. Il est approuvé en 26 mai 1838.
Un premier pont suspendu est conçu par Adolphe Boulland et mis en service en 1840. Il est détruit un siècle plus tard, le 20 juin 1940 - tout comme le pont ferroviaire voisin - lors d'une intervention du Groupement Cartier visant à arrêter l'avancée de la Wehrmacht, lors de la Seconde Guerre mondiale,.
En attendant sa reconstruction, un pont provisoire est établi afin d'assurer la liaison vers Aoste.

## Pont actuel (depuis 1940)
C'est à l'été 1941 que la reconstruction du pont est déclarée d'utilité publique car l'ouvrage provisoire ne répond plus aux exigences du trafic, tout comme le serait l'ancien modèle de pont suspendu s'il était repris.
En octobre 1947, le Service ordinaire de l´Ain présente un projet de pont en pierre et béton, composé de trois travées. Le chantier débute en 1948 sous la responsabilité de la Société d´Entreprises Électriques et de Travaux Publics de Bourg-en-Bresse (S.E.T.R.A.). Le nouvel ouvrage est terminé en 1951 et des essais de charge sont effectués au mois d'août. Il conserve le nom du hameau de Cordon qu'il dessert sur la rive droite,.

## Découverte archéologique
En 1862, une pirogue est découverte dans les alluvions du Rhône à proximité du pont de Cordon. Des travaux sont menés pour extirper de la vase des souches qui gênent la navigation et risquent d’endommager le pont. La pirogue est creusée dans un seul tronc de chêne. Sa longueur est de 11,8 m, sa largeur moyenne 0,94 m et sa hauteur 0,64 m. Des trous y ont été pratiqués pour les rames. Le bois est parfaitement bien conservé, quoique noirci. 
La datation de cette embarcation est difficile : un premier examen au carbone 14, réalisé en 1967, évalue son âge entre 1 200 et 1 700 ans. En 2011, une nouvelle analyse l'estime entre 3 145 et 3 396 ans.
La pirogue du pont de Cordon est d'abord conservée au parc de la Tête d'or de Lyon jusqu'en 2011 où elle est rapportée à Brégnier-Cordon, pour être exposée dans un réceptacle devant l'entrée du musée Escale Haut-Rhône.